# Surinaamse parlementsverkiezingen 1910
De Surinaamse parlementsverkiezingen in 1910 vonden plaats in februari van dat jaar. 
Er konden vijf leden voor de Koloniale Staten gekozen worden in verband met het periodiek aftreden van I. da Costa, D. Coutinho, J.A. Dragten, F. Smith en J.R. Thomson. Bij enkel kandidaatstelling werden alle vijf herkozen. Kort daarop maakte Coutinho bekend dat hij vanwege gezondheidsproblemen zijn herbenoeming niet zou aanvaarden. 
Na deze verkiezingen had de Koloniale Staten de volgende samenstelling:
| Naam                       | Gepland jaar van aftreding | Bijzonderheden                |
| -------------------------- | -------------------------- | ----------------------------- |
| I. da Costa                | 1916                       | voorzitter                    |
| F.C. Curiel                | 1912                       | vicevoorzitter                |
| L.L. Beckeringh van Loenen | 1912                       |                               |
| S.B. Bibaz                 | 1912                       |                               |
| R.A. Tammenga              | 1912                       |                               |
| A.R. Bueno                 | 1914                       |                               |
| T.L. Ellis                 | 1914                       |                               |
| R. Fabriek                 | 1914                       |                               |
| H.J. van Ommeren           | 1914                       |                               |
| <vacature Coutinho>        | 1916                       | vanaf juni 1910 A.F.C. Curiel |
| J.A. Dragten               | 1916                       |                               |
| F. Smith                   | 1916                       |                               |
| J.R. Thomson               | 1916                       |                               |